# Јован Радак
Јован Радак (Велика Кикинда, 28. јануар 1842 — 1. март 1893) био је српски књижар и издавач.

## Биографија
Јован Радак је рођен у сиромашној ратарској породици. Са врло добрим успехом, завршио је основну школу. Његови родитељи, Филип и Фема, нису имали средстава за Јованово даље школовање, па се он одлучио да буде трговац. Трговину је учио три године у Мокрину код трговца Алексе Тешића. Након учења заната путовао је по свету као трговчки помоћник да би касније постао самосталан трговац. Захваљујући свом поштењу и вредноћи постигао је врло леп успех у раду.

## Трговачки занат
Као трговачки помоћник радио је у Новом Саду, Сомбору, Сремској Митровици, Смедереву и Београду. Иако је плата трговачког помоћника била врло ниска Радак је њоме издржавао и себе и своје родитеље. Године 1871. у Великој Кикинди отвара своју трговачку радњу на углу Надлачке и Бана Јелачића. Фирма се звала Код свирца зато што је Радак свирао гајде. На фирми је био насликан гајдаш па су Јована људи звали Свирац. Упркос томе што није имао пуно новца када је отворио радњу успео је да је лепо уреди и да занимљивим слоганима попут Ходите код извирала да не извирујем бадава; Ево пун дућан, девет лула једна другу гура; Ходите код рападике привуче велики број муштерија. Након што је радња постигла одређени успех Радак је одлучио да се ожени Софијом Кекез, девојком из поштене ратарске породице из Велике Кикинде.

## Књижара
У ово време Велика Кикинда била је претежно ратарско место што је значило да је већина становништва била неписмена, а деца нису школована. Трговином и занатством у граду бавили су се немачки и јеврејски досељеници. Међутим 1872. године Црквени сабор донео је уредбу да сва деца морају да иду у школу. Тада се у Великој Кикинди јавља потреба за књижаром.  Прву књижару у Великој Кикинди, Код св. апостола Ћирила и Методија, отворио је Јован Радак у јесен  1877. године на наговор учитеља Нике Николића. Књижара се налазила у кући Српске црквене општине(данас се ту налази капија Народне гостионице). Касније је пресељена у кућу апотекара Мите Пачуа. Као и када је отварао трговачку радњу Радак је имао проблема с новцем. Зато се обратио свом даљем рођаку Ђорђу Радаку који му је дао зајам са интересом од  12 процената. Годину дана касније Радак је отворио и штампарију. С обзиром на то да је Радак сада у исто време имао и трговину и књижару и штампарију био је приморан да тражи помоћ. Тако је за вођење књижаре задужио сестричине своје жене Софије, Марију и Ленку Попвић. Марија се касније удала за Симу Јовановића из Беле Цркве, брата од стрица сомборског књижара Миливоја Каракашевића. Сима је сада помагао око вођења предузећа. Недуго после Марије, Ленка се удала за Светозара Огњеновића, књижара из Сремских Карловаца. Године 1895. Ленка умире на порођају, а недуго после ње умре и Софија. Предузеће је сада остало на Марији и Сими Јовановићу који су имали две ћерке. Старија, Милана, се удала за руског избеглицу Михајла Николајевића Арандаренка који је прихватио да на себе преузме вођење књижаре и штампарије. Књижара и штампарија радиле су све до 1945. године што ће рећи пуних 77 година.

## Издавачка делатност
Радак је штампао велики број књига различите садржине, које је продавао у својој књижари. То су углавном биле збирке народних песама или приповедака, оригиналне или преведене књиге разних домаћих или страних аутора, уџбеници и школски приручници, као и разни календари. Годинама је издавао по неколико календара, од којих су календари Орао, Враголан и Вечити календар  са рождаником и сановником били веома популарни у северном Банату. Од свих штампарија које су до 1941. године радиле у Кикинди, Радакова штампарија је издала највећи број наслова – око три стотине, не рачунајући календаре. Може се рећи да је сам Радак издао више наслова него све остале штампарије заједно.
Прва књига коју је Радак издао био је календар за 1881. годину. Издао је 29 различитих наслова календара у периоду од шездесет година, до 1941. године. Једна од првих књига коју је Радак издао био је роман Јокаи Мора, који је тада био популаран и код српске читалачке публике. У почетку је издавао 1-2 књиге годишње. Године 1886. је издао књигу Мате Косовца, истакнутог радикала и учитеља, о српским народним школама, а 1893. године издаје нову књигу Српска култура и домаћа певачка друштва Мите Клицина. Златна књига за ратаре, штампана 1895. године, доста је служила сељацима у северном Банату у њиховим свакодневним активностима.
Након рата се издавачка делатност Радакове штампарије нагло смањује. Године 1920. штампа књигу Славка М. Косића Освета Косова и Сливнице, а 1923. године књигу М. Ћосића Слава на солунском фронту. Обе ове књиге биле су надахнуте великосрпским патриотизмом и одговарале су схватањима након победоносних ослободилачких ратова. После 1929. године додатно опада издавачка делатност. До 1941. штампа још две-три стручне књиге, Адресар Велике Кикинде, извештаје школа итд.
Нови власник штампарије и књижаре Сима Јовановић и његов зет, сувласник, нису хтели да улазе у нове издавачке подухвате, да би избегли евентуалне губитке, па су своју издавачку делатност усмерили на издавање календара, који су имали сталне купце и доносили сигуран приход. У Кикинди је од 1881. до 1942. године објављен укупно 31 различит наслов календара, од којих је 29 штампао Радак. Сви су били штампани на српском језику, ћирилицом. Календари су били илустровани цртежима или сликама и личили су једни на друге. Изузетак је био Орао, односно Српски орао, који је био већег формата и са корицама у боји. На крају сваког календара обавезно су се налазили подаци о вашарима и сајмовима, као и више страница из огласа и реклама.
Иако су сви објављени календари имали својих посебних карактеристика, обавезно су доносили прилоге српских књижевника, биографије истакнутих политичких и културних радника, оригиналне прилоге уредника и сл. Штампарија Јована Радака штампала је између осталог и Српски великокикиндски календар (1881-1942), затим Гуслар (1896-1935), Враголан (1896-1939), који је био хумористичког карактера. Године 1897. почиње са издавањем 16 нових календара са карактеристичним насловима: Орао (до 1919), Родољуб, Српски орао (до 1931), Бачванин, Босанац, Црногорац, Далматинац, Милош Обилић, Сремац(до 1918), Србијанац итд. Исте године је издала још два календара Мали планетар и Мале новине, што ће рећи да је те године издато чак 18 нових календара. Већина ових календара излазила је до 1914. године, дакле скоро две деценије. Године 1899. објављен је Православни црквени календар, а 1906. године календар Ружица, који је излазио до 1919. године. Касније су објављени и Нови Србобран и Ратар (1912), Садашњост (1915), Домаћи пријатељ (1916), Ласта (1917) и Црквени календар (1919), као и Вечити календар са рождаником. Последњи календар који је Радакова штампарија објавила изашао је 1942. године.

## Библиотека за младе
1895. године, на предлог групе кикиндских Срба, пре свега учитеља, Радак је покренуо Библиотеку за младе, чије су свеске у обиму од два табака мањег формата излазиле једанпут месечно. Основна идеја ове библиотеке је била систематско одупирање све снажнијем таласу мађаризације као и просвећивање кикиндских Срба. Ова библиотека је убрзо постала омиљена код младих Кикинђана, па су неке свеске доживеле и по неколико издања. У првој години излажења објављено је десет свезака. На свима је као аутор био означен Каменко, што је био заједнички псеудоним аутора – кикиндских учитеља. Према сачуваним примерима објављено их је 18, али се верује да их је било више.
Прву књижицу ове библиотеке Радак је објавио 1895. године, а последњу 1927. године. Неке од књижица које су штампане су  Мачак у чизмама, У леопардовој пећини, Украдено дете, Канарица, Сваки је своје среће ковач итд.

## Смрт
Током живота Радак је слабо пазио на своје здравље тако да је већ са 45 година почео да слаби и да се често разбољева. Почетком 1893. болест га је свалила у кревет, а преминуо је у ноћи између 28. фебруара и 1. марта исте године мало пре удаје своје нећаке Марије. Након Радакове смрти посао на себе преузимају његова жена и нећаке.